# Opwijk
Opwijk est une commune néerlandophone de Belgique située en Région flamande dans la province du Brabant flamand. Elle se situe à 20 km de Bruxelles et à 12 km de Termonde. Commune à vocation agricole, son caractère résidentiel s'est accru ces dernières années. Voisine des communes brabançonnes de Asse et Merchtem, elle compte également des frontières communes avec la province de Flandre-Orientale, à savoir les villages de Baardegem et Meldert (entités d'Alost) et ceux de Lebbeke et Buggenhout.
Elle est née de la fusion des anciennes communes d'Opwijk et de Mazenzele.

## Sections de la commune
| # | Section   | Superf. (km²) | Habitants (2020) | Habitants par km² | Code INS |
| - | --------- | ------------- | ---------------- | ----------------- | -------- |
| 1 | Opwijk    | 17,63         | 13.311           | 755               | 23060A   |
| 2 | Mazenzele | 2,29          | 1.435            | 626               | 23060B   |

### Localités
Opwijk compte de plus deux localités: Droeshout et Nijverseel.

## Histoire
La première colonie s'est initialement développée autour du château près d' Ingersbrugge. Un château sur motte castral aurait été construit ici vers l'an 1000. Il fut mentionné pour la première fois en 1145 et reçut le nom de Walterus de Ingersbrugge. Il s'y trouvait une chapelle, dédiée à saint Paul. Elle serait devenue plus tard une église. Une autre chapelle, dédiée au Saint-Esprit, se trouvait au hameau de Klei. C'est là que la paroisse d'Opwijk se serait développée. Celle-ci a peut-être été détruite par les Gantois, après quoi les deux paroisses ont été fusionnées vers 1400 et une nouvelle église a été construite, dédiée à Saint Paul. Cependant, le nom Ingersbrugge a disparu et le nom Opwijk est devenu courant. Opwijk appartenait alors au Pays de Termonde (nl) et faisait partie du Comté de Flandre.
En 1579, le village et l'église furent détruits par les Gueux, puis la région devint le théâtre de la bataille entre les Gueux et les Malcontents, qui provoqua de grandes destructions. Dans les années qui suivirent, le village put à nouveau prospérer, même si des problèmes de cantonnement et autres persistèrent. Le village jouissait d'une relative paix et prospérité, notamment au XVIIIe siècle. Au XIXe siècle, l'importance des déplacements domicile-travail vers Bruxelles s'est accrue, notamment après l'ouverture d'une gare ferroviaire en 1879. Au XXe siècle, cela a conduit à une urbanisation croissante.

## Héraldique
|  | La commune possède des armoiries qui lui ont été octroyées le 15 septembre 1819 et à nouveau le 20 juillet 1993. Elles montrent Saint Paul, le saint patron du village. Ces armoiries sont basées sur le plus ancien sceau connu du village, connu depuis le XVIIe siècle. Comme la commune n’a envoyé aucun commentaire lors de l'introduction de la demande au Collège hollandais des armoiries en 1818, donc sans en spécifier les couleurs, les armoiries ont été octroyées aux couleurs nationales néerlandaises. Blasonnement : D'azur à un Saint-Paul, tenant de sa dextre une épée et de sa senestre un livre,le tout d'or. - Délibération communale : 30 mars 1992 et 19 avril 1993 - Arrêté de l'exécutif de la communauté : 20 juillet 1993 - Moniteur belge : 21 juin 1994 Source du blasonnement : Heraldy of the World. |

## Démographie

### Démographie: Avant la fusion des communes
- Source: DGS recensements population

### Démographie: Commune fusionnée
En tenant compte des anciennes communes entraînées dans la fusion de communes de 1977, on peut dresser l'évolution suivante :
Les chiffres des années 1831 à 1970 tiennent compte des chiffres des anciennes communes fusionnées.
- Source: DGS , de 1831 à 1981=recensements population; à partir de 1990 = nombre d'habitants chaque 1 janvier[4]

## Personnalités liées à la commune
- Luc-Peter Crombé (1920-2005)- Artiste peintre
- Émile-Joseph De Smedt (1909-1995)- Évêque de Bruges
- Leo Van Der Elst (1962- ) Footballeur
- Stijn Coninx (1957- ) Réalisateur
- François "Swat" Van Der Elst (1954-2017) Footballeur , titré "Mr Europe"
- Dries Van Langenhove (1993- ), politologue, député fédéral membre du Vlaams Belang et fondateur du mouvement Schild & Vrienden.